# پون-دو-وو
پون-دو-وو (به فرانسوی: Pont-de-Vaux) یک کمون در فرانسه است که در canton of Pont-de-Vaux واقع شده‌است.

## خصوصیات
پون-دو-وو ۷٫۵۴ کیلومترمربع مساحت و ۲٬۱۵۹ نفر جمعیت دارد و ۱۷۷ متر بالاتر از سطح دریا واقع شده‌است.

## خواهرخوانده
شهر دورنهان خواهرخواندهٔ پون-دو-وو هست.